# Minas Gerais
Minas Gerais (phát âm tiếng Bồ Đào Nha: [ˈminɐz ʒeˈɾajs]) là một trong 26 bang của Brasil. Đây là bang đông dân thứ nhì của quốc gia, là bang giàu thứ nhì, diện tích rộng thứ 4 ở Brasil. Thủ phủ bang là thành phố Belo Horizonte. Bang này nằm ở khu vực gần trung tâm địa lý của Brasil. Các sản phẩm chính khu vực này là cà phê và sữa. Bang Minas Gerais nổi tiếng với di sản kiến trúc và nghệ thuật thuộc địa ở các thành phố lịch sử như Ouro Preto, Diamantina, Tiradentes và Serro. Ở phía nam có các suối nước nóng khoáng như Caxambu, São Lourenço, São Thomé das Letras, Monte Verde và các vườn quốc gia Caparaó và Canastra. Cảnh quan của bang này đặc trung với núi, thung lũng và các vùng đồng bằng màu mỡ. Tại Serra do Cipó, Sete Lagoas, Cordisburgo và Lagoa Santa, có các hang động và thác nước.